# Bernard Seurre
Bernard Seurre (Parigi, 11 luglio 1795 – Parigi, 3 ottobre 1867) è stato uno scultore francese.

## Biografia
Seurre fu allievo di Pierre Cartellier (1757-1831). Dopo aver vinto l'ambitissimo Prix de Rome nel 1818, divenne pensionnaire dell'Accademia di Francia a Roma. Anche suo fratello minore Charles Émile Seurre (1798-1858) fu scultore.

## Opere
Opere maggiori di Bernard Seurre:
- La Battaglia di Abukir, Arco di Trionfo di Parigi;
- Statua di Molière, Cour Napoleon al Palazzo del Louvre a Parigi.

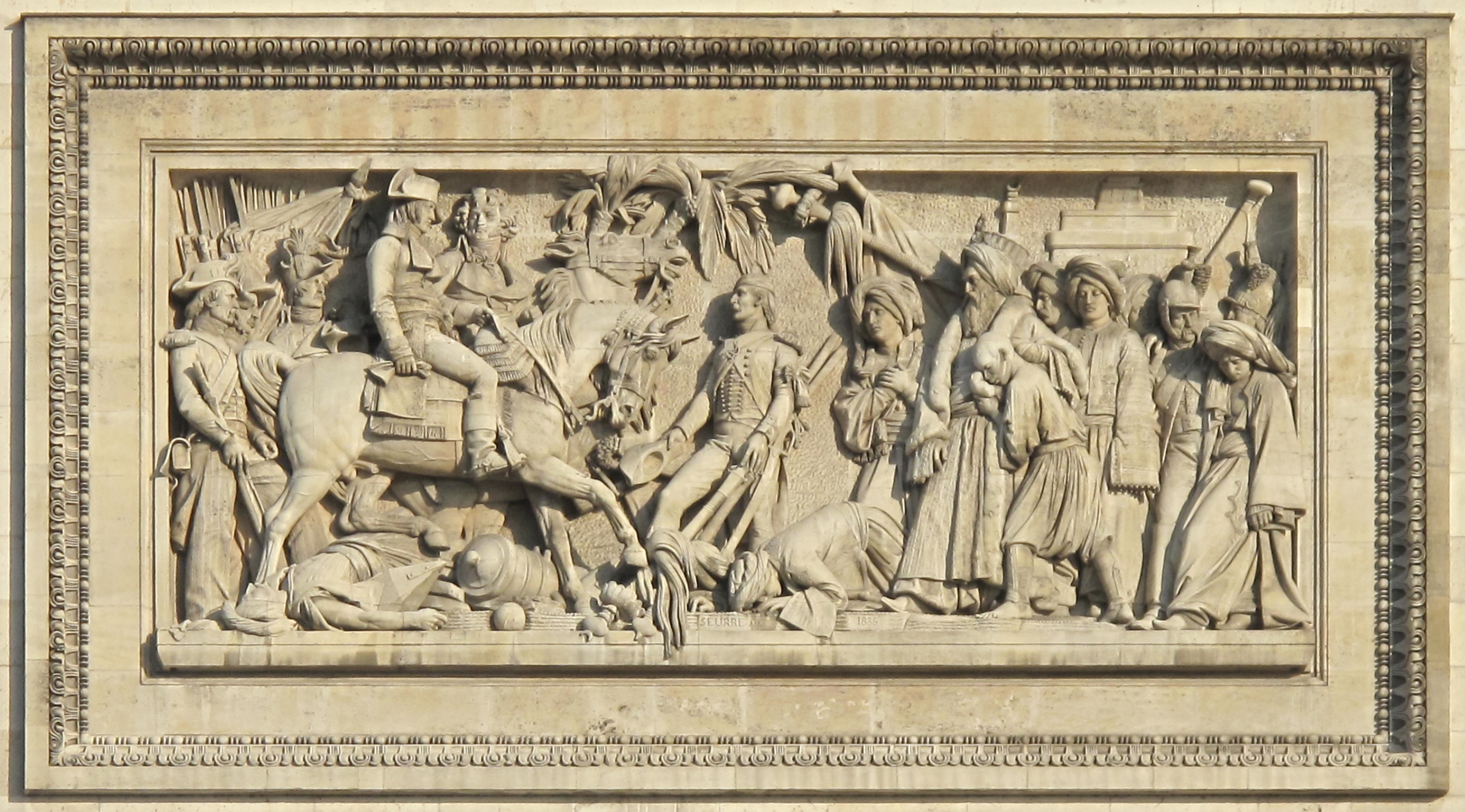
La Battaglia di Abukir, Arco di Trionfo di Parigi
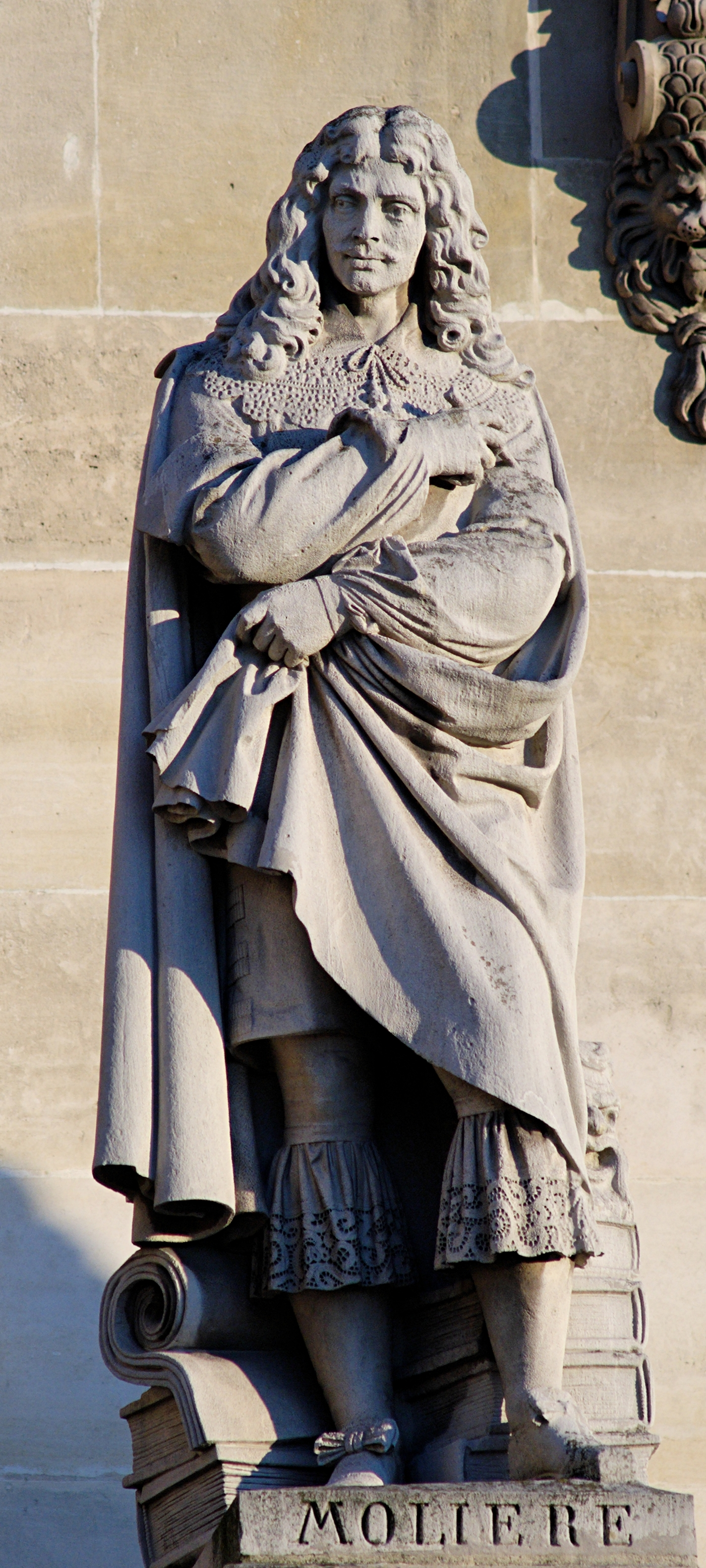
Statua di Molière, Cour Napoleon al Palazzo del Louvre